# Roberto Torres Morales
Roberto Torres Morales mer känd som Roberto Torres , född 7 mars 1989 i Arre, Ezcabarte, Navarra är en spansk fotbollsspelare (mittfältare).

## Klubbkarriär
Roberto Torres inledde sin fotbollskarriär i klubben Txantrea som nioåring, vilka är anslutna till Athletic Bilbao. Han spelade turneringar med den rödvita klubben men valde 2006 att gå till CA Osasuna som visat stort intresse för honom. Han spelade en säsong i ungdomslaget och gick sedan till CA Osasuna B. 2012 tog han det definitiva steget till A-truppen men gjorde sin La liga-debut redan i december 2011 i en match mot Malaga CF. Hans första mål i La liga kom i förlustmatchen mot Real Madrid i juni 2013. Under säsong 2015/16 var Torres den bäste målskytten i laget med 12 mål varav sju stycken på straff. I januari 2019 blev han utnämnd till månadens spelare i Segunda División och gjorde 12 mål även denna säsong, samma säsong som laget vann Segunda División och tog steget upp i La liga igen. Efter säsongen valde Torres att förlänga sitt kontrakt med två år och hans utköpsklausul höjdes till 10 miljoner €. 

## Meriter
Vinnare av Segunda División 2018/19

## Baskiska landslaget
Den 28 december 2013 debuterade Torres för det baskiska landslaget i en landskamp mot Peru och gjorde ett av de sex målen. Han har även deltagit i träningsmatcher mot det Katalanska landslaget.

### Webbkällor
- Roberto Torres Morales på Soccerway (engelska)
- Roberto Torres på CA Osasunas hemsida (spanska)
- Roberto Torres på Transfermarket (engelska)